# Rhyacophila amabilis
Rhyacophila amabilis là một loài côn trùng thuộc họ Rhyacophilidae. Đây là loài đặc hữu của Hoa Kỳ. Nó được công bố đã tuyệt chủng vào năm 1986.